# Île Hould
L'île Hould est une île française de l'archipel des Kerguelen située au fond du golfe du Morbihan au large de la presqu'île Amiral Douglas, plus au nord.